# مهدوی دامغانی
مهدوی دامغانی از نام‌های خانوادگی ایرانی است، از جمله برای این افراد:
- محمد کاظم مهدوی دامغانی پدر احمد و محمود مهدوی دامغانی
  - احمد مهدوی دامغانی نویسنده و پژوهشگر
    - فریده مهدوی دامغانی مترجم ایرانی

  - محمود مهدوی دامغانی برادر احمد مهدوی دامغانی
- عبدالمجید مهدوی دامغانی